# 354
354 foi um ano comum do século IV que teve início e terminou a um sábado, segundo o Calendário Juliano. A sua letra dominical foi B.
| Ano completo                   |
| ------------------------------ |
| Ano comum com início ao sábado |

## Nascimentos
- 13 de Novembro - Agostinho de Hipona, filósofo (m. 430)